# Großsteingräber bei Klink
Die Großsteingräber bei Klink waren mindestens drei megalithische Grabanlagen der jungsteinzeitlichen Trichterbecherkultur bei Klink im Landkreis Mecklenburgische Seenplatte (Mecklenburg-Vorpommern). Sie wurden zur Gewinnung von Baumaterial 1834 bzw. 1847/48 zerstört. Ihre genauen Standorte sind nicht überliefert. Auch über Ausrichtung, Maße und Grabtyp liegen keine näheren Angaben vor. In allen drei Anlagen wurden Grabbeigaben gefunden. Das 1834 zerstörte Grab 1 enthielt Keramikscherben sowie ein Beil und einen Meißel aus Feuerstein. Ein 1847 zerstörtes zweites Grab enthielt neben Keramikscherben eine Diorit-Axt, ein kleines Feuerstein-Beil und einen vielleicht als Schmuckstück verwendeten natürlichen zylindrischen Feuerstein mit Loch. Das 1848 zerstörte Grab 3 enthielt ebenfalls Scherben und ein Feuerstein-Beil. Die Steingeräte wurden dem Verein für mecklenburgische Geschichte und Altertumskunde übereignet.